# هالة بنت خويلد
هَالَةُ بنت خُوَيْلِد بن أسَد بن عبد العُزى الأسدية القُرِشية، هي أخت أم المؤمنين خديجة بنت خويلد، وخالة فاطمة الزهراء سيدة نساء العالمين، وهي والدة الصحابي أبي العاص بن الربيع.

## سيرتها
هي: هَالَةُ بنت خُوَيْلِد بن أسَد القُرَشية الأسدية، وأمها فاطمة بنت زائدة بن جندب. تزوجت هالة بنت خويلد بن أسد وهب بن عبيد بن جابر بن عباد بن مالك الثقفي. ثم الربيع بن عبد العزى بن عبد شمس، ثم أخاه ربيعة بن عبد العزى. ثم قطن بن وهب بن عمرو بن حبيب المصطلقي.
وهالة هي أخت أم المؤمنين خديجة بنت خويلد، وخالة فاطمة الزهراء سيدة نساء العالمين، ووالدة الصحابي أبي العاص بن الربيع.
روى البخاري: «سْتَأْذَنَتْ هَالَةُ بِنْتُ خُوَيْلِدٍ، أُخْتُ خَدِيجَةَ، عَلَى رَسُولِ اللَّهِ صَلَّى اللهُ عَلَيْهِ وَسَلَّمَ، فَعَرَفَ اسْتِئْذَانَ خَدِيجَةَ فَارْتَاعَ لِذَلِكَ، فَقَالَ: «اللَّهُمَّ هَالَةَ». قَالَتْ: فَغِرْتُ، فَقُلْتُ: مَا تَذْكُرُ مِنْ عَجُوزٍ مِنْ عَجَائِزِ قُرَيْشٍ، حَمْرَاءِ الشِّدْقَيْنِ، هَلَكَتْ فِي الدَّهْرِ، قَدْ أَبْدَلَكَ اللَّهُ خَيْرًا مِنْهَا».